# Timo Tolkki's Avalon
Timo Tolkki's Avalon (ofta endast Avalon) är ett finskt rockopera-projekt skapad av Timo Tolkki 2012.

## Medlemmar
Nuvarande medlemmar
- Timo Tolkki – gitarr, basgitarr (2012–)

Tidigare medlemmar
- Tuomo Lassila – trummor (2013–2014)
- Antti Ikonen – keyboard (2013–2014)

Gästmusiker
- Alex Holzwarth – trummor
- Derek Sherinian – keyboard
- Jens Johansson – keyboard
- Mikko Härkin – keyboard
- Elize Ryd – sång
- Michael Kiske – sång
- Russell Allen – sång
- Rob Rock – sång
- Sharon den Adel – sång
- Tony Kakko – sång
- Magdalena Lee – sång
- David DeFeis – sång
- Floor Jansen – sång
- Fabio Lione – sång
- Caterina Nix – sång
- Simone Simons – sång
- Zachary Stevens – sång
- Todd Michael Hall – sång
- Anneke van Giersbergen – sång
- Mariangela Demurtas – sång
- Zak Stevens – sång
- Eduard Hovinga – sång
- Andrea Buratto – basgitarr
- Antonio Agate – keyboard
- Giulio Capone – trummor
- Aldo Lonobile – gitarr, produktion

## Diskografi
Studioalbum
- 2013 – The Land of New Hope
- 2014 – Angels of the Apocalypse
- 2019 – Return To Eden
- 2021 – The Enigma Birth

Singlar
- 2013 – "Enshrined in my Memory"
- 2013 – "A World Without Us"
- 2014 – "Design the Century"
- 2019 – "Promises"
- 2019 – "Hear My Call"